# أبرو غوندش
أبرو غوندش (بالتركية: Ebru Gündeş)‏، مغنية وممثلة تركية من مواليد 12 يونيو 1974 في إسطنبول. بدأت مشوارها الفني عام 1992 وقدمت عدة ألبومات واشتهرت بأغانيها المصورة التي قلدت واعتبرت ظاهرة جديدة على الفن في تركيا لم تختصر شهرتها على بلدها حيث حازت على العالمية. عام 2000 نسخت أغنية المطربة العربية الشهيرة ديانا حداد امانية إلى اللغة التركية مع بعض التغيير في لحن الاغنية لم تحقق نجاح كبير مثل النسخة العربية التي حققت نجاحًا كبيرًا جدًا. كانت متزوجة من رجل الأعمال إيراني علي رضا

## الحياة الشخصية
في عام 2010 ، تزوجت رجل الأعمال الإيراني الأذربيجاني رضا زراب. للزوجين طفلة واحدة تدعى ألارا.

## روابط خارجية
- أبرو غوندش على موقع IMDb (الإنجليزية)
- أبرو غوندش على موقع ميوزك برينز (الإنجليزية)
- أبرو غوندش على موقع ديسكوغز (الإنجليزية)
- أبرو غوندش على موقع قاعدة بيانات الفيلم (الإنجليزية)